# Adhezija
Adhezija (lat. adhaesio: prianjanje, lijepljenje), u fizici, je pojava međusobnog privlačenja površina dvaju tijela načinjenih od različitih tvari, ili tijela i tekućine, zbog djelovanja elektromagnetskih sila među molekulama. Privlačne sile kratka su dosega, a vrijednost im ovisi o vrsti tvari u dodiru. Prianjanje je izraženije ako je jedna od tvari tekućina. Može biti vrlo jako.
Na svojstvu adhezije osniva se, na primjer, metalizacija prskanjem (štrcanjem, šopiranjem), koja se sastoji se u prskanju kapljica rastaljenoga metala ili slitine na površinu predmeta s pomoću zračnoga mlaza. Metaliziranje se vrši pomoću posebnog alata u obliku pištolja u koji automatski ulazi žica od nekog metala. Ta se žica plamenikom ili električnim lukom rastali, a onda se pod zračnim tlakom (pneumatika) izbacuje u mlazu na predmet koji želimo metalizirati. Na takav način možemo i drvo metalizirati.

## Ljepilo
Ljepilo ili adheziv je tvar koja služi za lijepljenje (sljepljivanje) materijala, to jest za njihovo spajanje stvaranjem veznoga filma među slijepljenim površinama. Djelovanje ljepilâ temelji se na njihovu prianjanju uz površinu predmeta (adhezija) i njihovoj unutrašnjoj čvrstoći, koja potječe od privlačnih međuatomskih ili međumolekularnih sila (kohezija). Osnova je lijepljenja kvašenje površina ljepilom te naknadno očvršćivanje slijepljenoga spoja. Kvašenje površine ovisi o napetosti površine i ravnotežnom kontaktnom kutu koji se uspostavlja između čvrste površine materijala, tekućega ljepila i zraka. Teorija lijepljenja vrlo je složena, jer pritom sudjeluje niz čimbenika koji se odnose na svojstva površina koje se lijepe (kemijska aktivnost, hidrofilnost ili hidrofobnost, čistoća, hrapavost površine, homogenost), na svojstva ljepila (površinska napetost, viskoznost, polarnost, kiselost ili bazičnost, brzina sušenja) te fizikalna i mehanička svojstva stvorenoga veznoga filma. Ljepila se u obliku viskozne tekućine nanose u tankom sloju na jednu ili na obje površine koje se sljepljuju, katkad uz povišeni pritisak. Sušenjem ljepila stvara se nakon nekog vremena adhezijska veza i postiže maksimalna čvrstoća slijepljenoga spoja, zbog hlapljenja medija u kojem se ljepilo primjenjuje (voda ili organsko otapalo) ili pak kemijskom reakcijom tvari sadržanih u ljepilu.